# European Football League 2010
In der Saison 2010 der European Football League wurde eine Qualifikationsrunde mit vier Vorrundengruppen gespielt, wobei sich jeweils der Gruppenerste für das Viertelfinale qualifizierte. Zudem stießen im Viertelfinale vier gesetzte Teams, die Halbfinalteilnehmer des Vorjahres, dazu.
Für Deutschland gingen der Deutsche Meister, die Berlin Adler in Division 2 an den Start. Österreich stellte mit insgesamt vier Teams, den Danube Dragons (Division 3), Raiffeisen Vikings Vienna (Division 4) in den Gruppenspielen und den Swarco Raiders Tirol, sowie den Turek Graz Giants im Viertelfinale, die meisten Teams einer Nation.  Zusätzlich war mit dem tschechischen Verein Prague Panthers, dem EFAF-Cup-Sieger 2009, eine weitere Mannschaft der Austrian Football League im Wettbewerb vertreten.
Gestartet wurde die EFL am 3. April mit einem Heimsieg der Bergamo Lions gegen die Valencia Firebats (27:22) und endete am 4. Juli mit dem Sieg der Berlin Adler im Eurobowl XXIV gegen die Raiffeisen Vikings Vienna in Wien im Casino-Stadion Hohe Warte (34:31).

## Qualifikationsrunde

### Division 1
| Datum     | Kickoff | Heim                | Ergebnis | Gast                | Stadion                                                  |
| --------- | ------- | ------------------- | -------- | ------------------- | -------------------------------------------------------- |
| 3. April  | 15:00   | Bergamo Lions       | 27:22    | Valencia Firebats   | Stadio Communale Via delle Industrie Osio Sotto, Bergamo |
| 18. April | 14:00   | Élancourt Templiers | 29:3     | Bergamo Lions       | Stade Guy Boniface, Élancourt                            |
| 2. Mai    | 12:00   | Valencia Firebats   | 35:18    | Élancourt Templiers | Estadio Jardin del Turia, Valencia                       |

|    | Verein              | Sp | Punkte | TD    | Diff. |
| -- | ------------------- | -- | ------ | ----- | ----- |
| 1. | Valencia Firebats   | 2  | 2:2    | 57:45 | +12   |
| 2. | Élancourt Templiers | 2  | 2:2    | 47:38 | +9    |
| 3. | Bergamo Lions       | 2  | 2:2    | 30:51 | −21   |

### Division 2
| Datum     | Kickoff | Heim                    | Ergebnis | Gast                    | Stadion                                 |
| --------- | ------- | ----------------------- | -------- | ----------------------- | --------------------------------------- |
| 3. April  | 15:00   | Prague Panthers         | 30:40    | Berlin Adler            | Slavia Stadion, Prag                    |
| 17. April | 15:00   | Stockholm Mean Machines | – 1      | Prague Panthers         | Zinkensdamms IP, Stockholm              |
| 1. Mai    | 18:00   | Berlin Adler            | 35:9     | Stockholm Mean Machines | Friedrich-Ludwig-Jahn-Sportpark, Berlin |

|    | Verein                  | Sp | Punkte | TD    | Diff. |
| -- | ----------------------- | -- | ------ | ----- | ----- |
| 1. | Berlin Adler            | 2  | 4:0    | 75:39 | +36   |
| 2. | Prague Panthers         | 1  | 0:2    | 30:40 | −10   |
| 3. | Stockholm Mean Machines | 1  | 0:2    | 9:35  | −26   |

### Division 3
| Datum     | Kickoff | Heim                  | Ergebnis | Gast                  | Stadion                               |
| --------- | ------- | --------------------- | -------- | --------------------- | ------------------------------------- |
| 3. April  | 18:00   | Thonon Black Panthers | 55:0     | Belgrade Blue Dragons | Stade Joseph Moynat, Thonon-les-Bains |
| 17. April | 18:00   | Danube Dragons        | 50:21    | Thonon Black Panthers | Rattenfängerstadion, Korneuburg       |
| 1. Mai    | 18:00   | Danube Dragons        | 73:0     | Belgrade Blue Dragons | Rattenfängerstadion, Korneuburg 2     |

|    | Verein                | Sp | Punkte | TD     | Diff. |
| -- | --------------------- | -- | ------ | ------ | ----- |
| 1. | Danube Dragons        | 2  | 4:0    | 123:21 | +102  |
| 2. | Thonon Black Panthers | 2  | 2:2    | 76:50  | +26   |
| 3. | Belgrad Blue Dragons  | 2  | 0:4    | 0:128  | −128  |

### Division 4

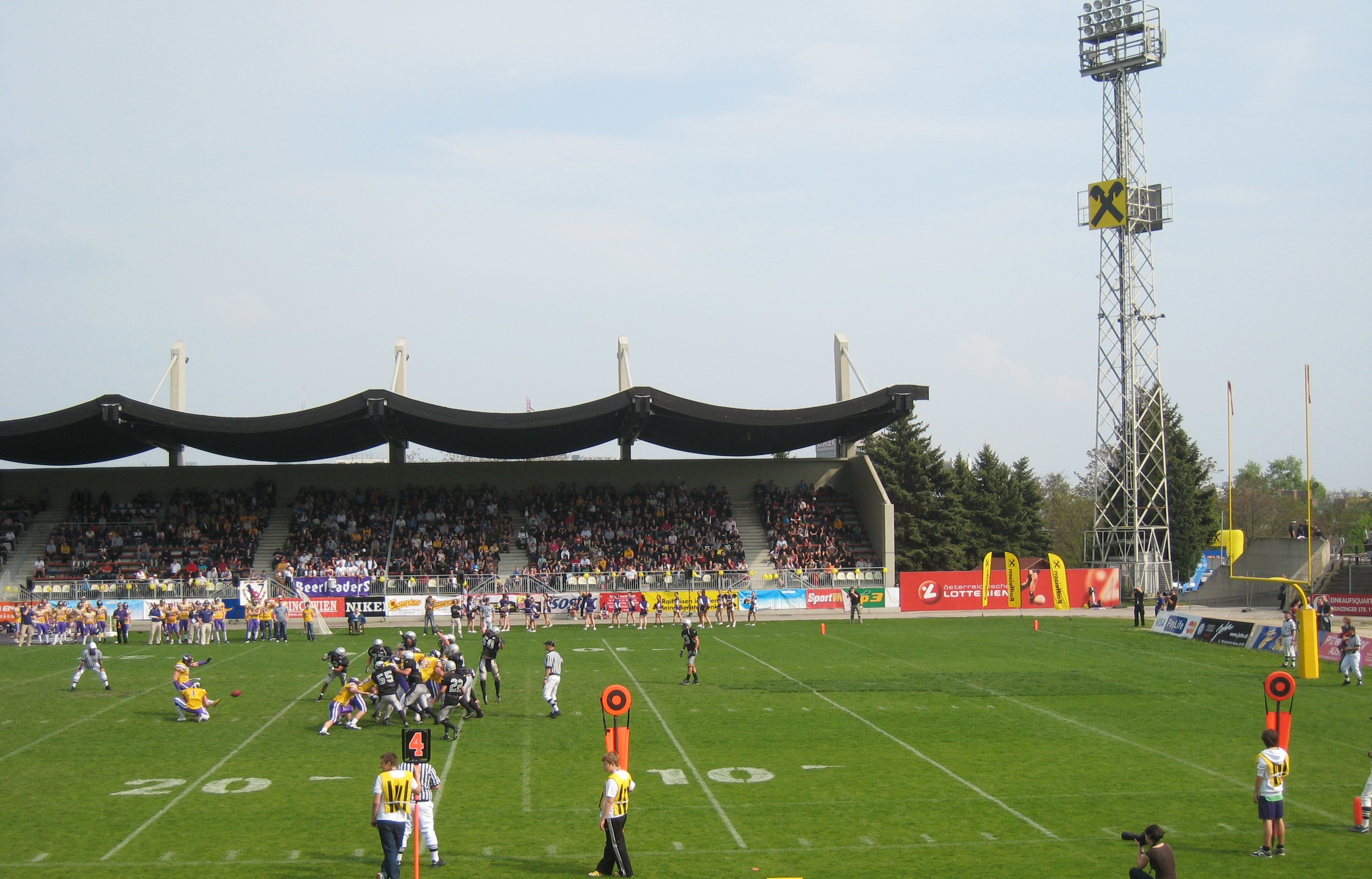
Field-Goal-Versuch von Vienna Viking Peter Kramberger gegen die Badalona Dracs im Stadion Hohe Warte.

| Datum     | Kickoff | Heim                      | Ergebnis | Gast                      | Stadion                              |
| --------- | ------- | ------------------------- | -------- | ------------------------- | ------------------------------------ |
| 3. April  | 17:00   | Badalona Dracs            | 30:12    | Giants Bolzano            | Camp Municipal de Badalona, Badalona |
| 18. April | 15:00   | Giants Bolzano            | 0:35 3   | Raiffeisen Vikings Vienna | Europe Stadion, Bozen                |
| 2. Mai    | 15:00   | Raiffeisen Vikings Vienna | 24:0     | Badalona Dracs            | Stadion Hohe Warte, Wien             |

|    | Verein                    | Sp | Punkte | TD    | Diff. |
| -- | ------------------------- | -- | ------ | ----- | ----- |
| 1. | Raiffeisen Vikings Vienna | 2  | 4:0    | 59:0  | +59   |
| 2. | Badalona Dracs            | 2  | 2:2    | 30:36 | −6    |
| 3. | Giants Bolzano            | 2  | 0:4    | 12:65 | −53   |

## Play-offs
| Viertelfinale | Viertelfinale      | Viertelfinale |            |                 | Halbfinale | Halbfinale | Halbfinale |  |  | Eurobowl XXIV | Eurobowl XXIV | Eurobowl XXIV |
|               |                    |               |            |                 |            |            |            |  |  |               |               |               |
| Frankreich    | La Courneuve Flash | 7             |            |                 |            |            |            |  |  |               |               |               |
| Osterreich    | Vienna Vikings     | 44            |            |                 |            |            |            |  |  |               |               |               |
| Osterreich    | Vienna Vikings     | 44            | Osterreich | Vienna Vikings  | 38         |            |            |  |  |               |               |               |
|               |                    |               | Osterreich | Vienna Vikings  | 38         |            |            |  |  |               |               |               |
|               | Osterreich         | Graz Giants   | 22         |                 |            |            |            |  |  |               |               |               |
| Osterreich    | Osterreich         | Graz Giants   | 22         | Graz Giants     | 34         |            |            |  |  |               |               |               |
| Osterreich    |                    |               |            | Graz Giants     | 34         |            |            |  |  |               |               |               |
| Osterreich    | Danube Dragons     | 31            |            |                 |            |            |            |  |  |               |               |               |
| Osterreich    | Danube Dragons     | 31            | Osterreich | Vienna Vikings  | 31         |            |            |  |  |               |               |               |
|               |                    |               |            | Vienna Vikings  | 31         |            |            |  |  |               |               |               |
|               | Deutschland        | Berlin Adler  | 34         |                 |            |            |            |  |  |               |               |               |
| Osterreich    | Deutschland        | Berlin Adler  | 34         | Raiders Tirol   | 55         |            |            |  |  |               |               |               |
| Osterreich    |                    |               |            | Raiders Tirol   | 55         |            |            |  |  |               |               |               |
| Spanien       | Valencia Firebats  | 13            |            |                 |            |            |            |  |  |               |               |               |
| Spanien       | Valencia Firebats  | 13            | Osterreich | Raiders Tirol   | 27         |            |            |  |  |               |               |               |
|               |                    |               | Osterreich | Raiders Tirol   | 27         |            |            |  |  |               |               |               |
|               | Deutschland        | Berlin Adler  | 29         |                 |            |            |            |  |  |               |               |               |
| Finnland      | Deutschland        | Berlin Adler  | 29         | Porvoo Butchers | 16         |            |            |  |  |               |               |               |
| Finnland      |                    |               |            | Porvoo Butchers | 16         |            |            |  |  |               |               |               |
| Deutschland   | Berlin Adler       | 47            |            |                 |            |            |            |  |  |               |               |               |

### Viertelfinale
|                                      |                        |  |               |                           |                   |  |                            |
|                                      | Innsbruck 15. Mai 2010 |  | Raiders Tirol | \| \| 55 : 13 \| \| \| \| | Valencia Firebats |  | Tivoli-Neu Zuschauer: 4000 |
| (14:7, 14:0, 21:0, 6:6) Spielbericht | Innsbruck 15. Mai 2010 |  | Raiders Tirol |                           | Valencia Firebats |  | Tivoli-Neu Zuschauer: 4000 |
|                                      | 55 : 13                |  |               |                           |                   |  |                            |
|                                      |                        |  |               |                           |                   |  |                            |

|  |                        |  |                 |                           |              |  |  |
|  | 15. Mai 2010 14:00 Uhr |  | Porvoo Butchers | \| \| 16 : 47 \| \| \| \| | Berlin Adler |  |  |
|  | 15. Mai 2010 14:00 Uhr |  | Porvoo Butchers |                           | Berlin Adler |  |  |
|  | 16 : 47                |  |                 |                           |              |  |  |
|  |                        |  |                 |                           |              |  |  |

|                                       |              |  |             |                           |                |  |  |
|                                       | 15. Mai 2010 |  | Graz Giants | \| \| 34 : 31 \| \| \| \| | Danube Dragons |  |  |
| (21:0, 10:14, 0:3, 3:14) Spielbericht | 15. Mai 2010 |  | Graz Giants |                           | Danube Dragons |  |  |
|                                       | 34 : 31      |  |             |                           |                |  |  |
|                                       |              |  |             |                           |                |  |  |

|                                      |                           |  |                       |                          |                |  |  |
|                                      | La Courneuve 15. Mai 2010 |  | Flash de La Courneuve | \| \| 7 : 44 \| \| \| \| | Vienna Vikings |  |  |
| (0:14, 0:14, 7:16, 0:0) Spielbericht | La Courneuve 15. Mai 2010 |  | Flash de La Courneuve |                          | Vienna Vikings |  |  |
|                                      | 7 : 44                    |  |                       |                          |                |  |  |
|                                      |                           |  |                       |                          |                |  |  |

### Halbfinale
|                                     |                        |  |                      |                           |              |  |  |
|                                     | 6. Juni 2010 14:00 Uhr |  | Swarco Raiders Tirol | \| \| 27 : 29 \| \| \| \| | Berlin Adler |  |  |
| (6:13, 0:6, 21:7, 0:3) Spielbericht | 6. Juni 2010 14:00 Uhr |  | Swarco Raiders Tirol |                           | Berlin Adler |  |  |
|                                     | 27 : 29                |  |                      |                           |              |  |  |
|                                     |                        |  |                      |                           |              |  |  |

|              |                   |  |                |                           |             |  |                    |
|              | Wien 6. Juni 2010 |  | Vienna Vikings | \| \| 38 : 22 \| \| \| \| | Graz Giants |  | Stadion Hohe Warte |
| Spielbericht | Wien 6. Juni 2010 |  | Vienna Vikings |                           | Graz Giants |  | Stadion Hohe Warte |
|              | 38 : 22           |  |                |                           |             |  |                    |
|              |                   |  |                |                           |             |  |                    |

### Eurobowl
Den Berlin Adlern gelang es, die Dominanz der österreichischen Teams zu brechen, die zuletzt sechs Titel in Folge gewannen.  Nachdem die Adler im Halbfinale bereits Titelverteidiger Swarco Raiders Tirol in deren Stadion aus dem Wettbewerb warfen, konnten sie im Finale Rekordsieger Vienna Vikings ebenfalls auswärts bezwingen.  Für die Adler war es nach einer Finalteilnahme 1991 der erste Eurobowl-Titel.  Für die Vikings war es die achte Finalteilnahme.
|                                      |                        |  | Eurobowl XXIV             |                           |              |  |                                                              |
|                                      | 4. Juli 2010 14:00 Uhr |  | Raiffeisen Vikings Vienna | \| \| 31 : 34 \| \| \| \| | Berlin Adler |  | Stadion Hohe Warte Zuschauer: 5.500 Referee: Serge Monmerqué |
| (7:7, 14:10, 7:14, 3:3) Spielbericht | 4. Juli 2010 14:00 Uhr |  | Raiffeisen Vikings Vienna |                           | Berlin Adler |  | Stadion Hohe Warte Zuschauer: 5.500 Referee: Serge Monmerqué |
|                                      | 31 : 34                |  |                           |                           |              |  |                                                              |
|                                      |                        |  |                           |                           |              |  |                                                              |